# Aleksandr Passar
Aleksandr Padalijewicz Passar (ros. Александр Падалиевич Пассар, ur. 13 stycznia 1922 we wsi Domdon w Kraju Chabarowskim, zm. 26 października 1988 w Chabarowsku) – starszy sierżant Armii Czerwonej, Bohater Związku Radzieckiego (1944).

## Życiorys
Urodził się w rodzinie nanajskiego rybaka. Miał wykształcenie niepełne średnie, pracował jako kierownik czytelni i nauczyciel, w 1941 wstąpił do Armii Czerwonej. Od 27 lipca 1941 brał udział w walkach wojny z Niemcami, najpierw pod Tichwinem, później m.in. nad Ugrą, Desną, Sożem, Dnieprem i Berezyną, gdzie był zwiadowcą. W nocy na 22 czerwca 1944 jako dowódca oddziału zwiadowczego 616 pułku piechoty 194 Dywizji Piechoty 48 Armii 1 Frontu Białoruskiego wypełnił specjalne zadanie bojowe podczas przeprawy przez Dniepr, za co otrzymał tytuł Bohatera Związku Radzieckiego. W 1947 został zdemobilizowany, pracował w wydziale łączności w Chabarowsku.

## Odznaczenia
- Złota Gwiazda Bohatera Związku Radzieckiego (23 sierpnia 1944)
- Order Lenina (23 sierpnia 1944)
- Order Wojny Ojczyźnianej I klasy
- Order Wojny Ojczyźnianej II klasy
- Order Czerwonej Gwiazdy (dwukrotnie)

I medale.